# رقم تعريف المركبة

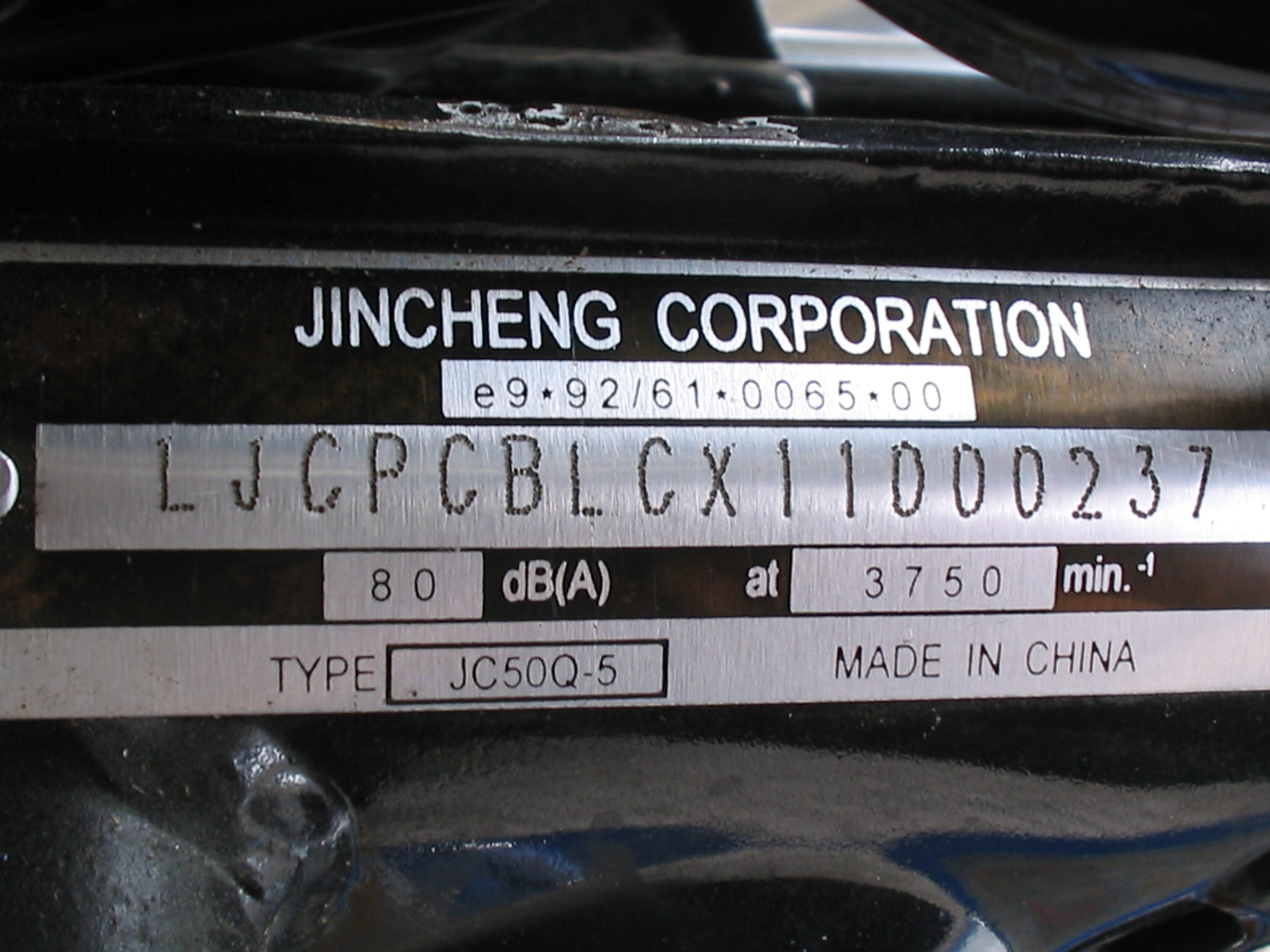
رقم تعريف المركبة على دراجة صينية

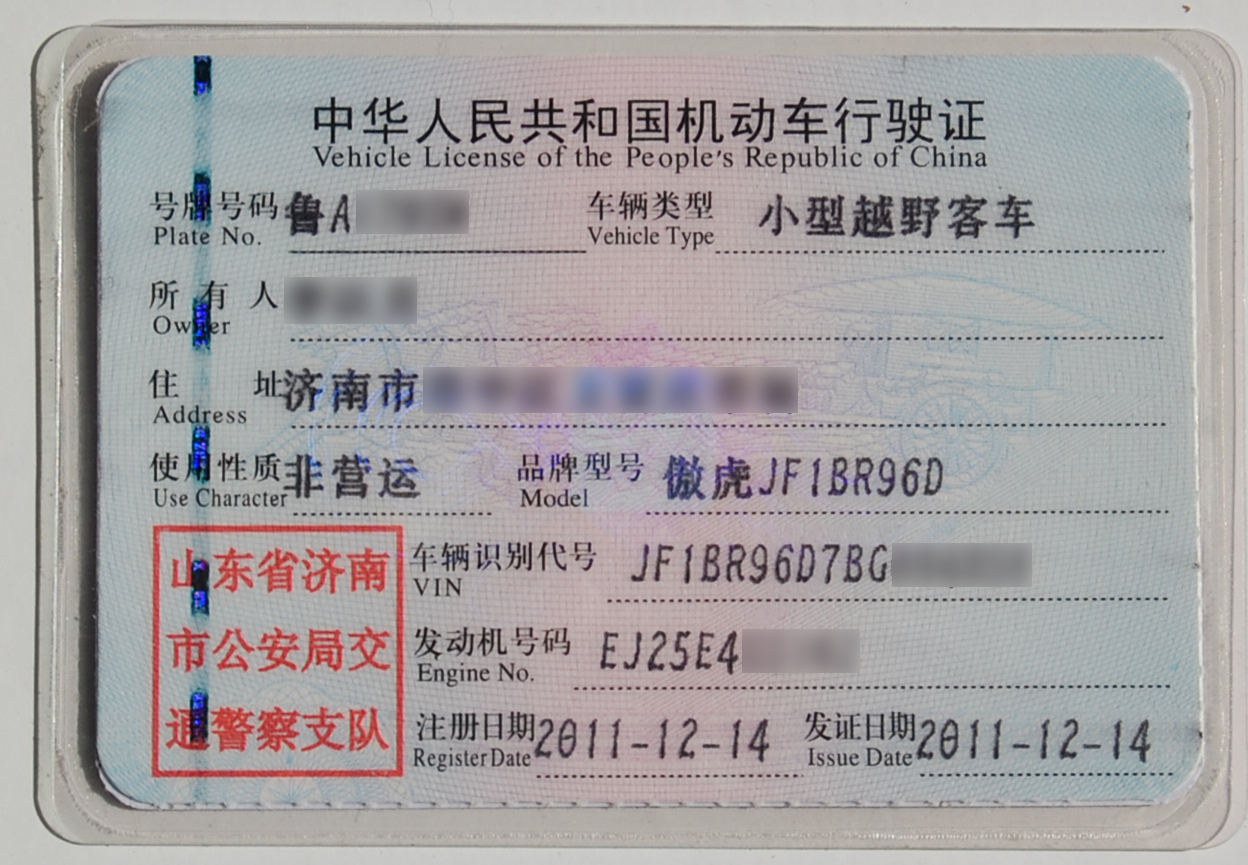
يُسجل رقم التعريف في رخصة المركبات في الصين.

رقم تعريف المركبة (بالإنجليزية: Vehicle identification number، يُعرف اختصارًا بـ VIN) أو الڤي آي إن، هو رقم تسلسلي تستخدمه صناعة السيارات لتحديد السيارات الفردية والمركبات والدراجات البخارية، على النحو المحدد في آيزو 3779 (المحتوى والهيكل) وآيزو 4030 (الموقع والملحق).
تم استخدام رقم تعريف المركبة لأول مرة في عام 1954 في الولايات المتحدة. من 1954 إلى 1981، لم يكن هناك معيار مقبول لهذه الأرقام، لذلك استخدم المصنعون تنسيقات مختلفة.
في عام 1954، وبناءً على طلب من حكومة الولايات المتحدة، شارك مصنعو السيارات الأمريكيون ورابطة مصنعي السيارات في إنشاء نظام ترقيم تعريف المركبات الموحد الجديد المسمى رقم تعريف المركبة (VIN) مع تسلسل أرقام متفق عليه وإخفاء علامات الهيكل لهذا الرقم. حتى ذلك الوقت، استخدمت الولايات المتحدة رقم المحرك لتسجيل وتسمية السيارات والشاحنات التي أصبحت مشكلة إذا تم استبدال المحرك الذي كان شائعًا إلى حد ما في ذلك الوقت.

في عام 1981، قامت الإدارة الوطنية لسلامة المرور على الطرق السريعة بالولايات المتحدة بتوحيد الشكل للرقم. تطلبت جميع المركبات على الطرقات المباعة أن تحتوي على رقم تعريف شخصي مؤلف من 17 حرفًا، ولا يتضمن الأحرف (o, O) و (q, Q) و (I, i) وذلك لتجنب الخلط بينها وبين الأرقام 0 و1 و9).
هناك العديد من خدمات تاريخ المركبات في العديد من البلدان التي تساعد مالكي السيارات المحتملين على استخدام أرقام التعريف الشخصية للعثور على المركبات المعيبة أو المشطوبة.

## التصنيف
هناك ما لا يقل عن أربعة معايير متنافسة تستخدم لحساب رقم التعريف.
- FMVSS 115، الجزء 565: يستخدم في الولايات المتحدة وكندا[3]
- معيار آيزو 3779: يستخدم في أوروبا وأجزاء أخرى من العالم
- SAE J853: مشابه جدًا لمعيار آيزو
- يستخدم ADR 61/2 في أستراليا، في إشارة إلى آيزو 3779 و3780[4]

## المكونات
تستند أرقام التعريف الحديثة إلى معيارين ذوي صلة، تم إصدارهما في الأصل من قبل المنظمة الدولية للتوحيد القياسي (آيزو) في 1979 و 1980: آيزو 3779 وآيزو 3780، على التوالي. وقد تم اعتماد التطبيقات المتوافقة والمُختلفة لمعايير الأيزو هذه من قبل الاتحاد الأوروبي والولايات المتحدة.
يتكون رقم تعريف المركبة من الأقسام التالية:
| الأساس                                     | 1                            | 2                            | 3                            | 4                             | 5                             | 6                             | 7                             | 8                             | 9                             | 10                         | 11                         | 12                         | 13                         | 14                         | 15                         | 16                         | 17                         |                |                |
| آيزو 3779                                  | معرف الشركة المصنعة العالمية | معرف الشركة المصنعة العالمية | معرف الشركة المصنعة العالمية | وصف المركبة                   | وصف المركبة                   | وصف المركبة                   | وصف المركبة                   | وصف المركبة                   | وصف المركبة                   | معرف المركبة               | معرف المركبة               | معرف المركبة               | معرف المركبة               | معرف المركبة               | معرف المركبة               | معرف المركبة               | معرف المركبة               |                |                |
| الاتحاد الأوروبي أكثر من 500 رقم في العام  | معرف الشركة المصنعة          | معرف الشركة المصنعة          | معرف الشركة المصنعة          | بيان "الخصائص العامة للمركبة" | بيان "الخصائص العامة للمركبة" | بيان "الخصائص العامة للمركبة" | بيان "الخصائص العامة للمركبة" | بيان "الخصائص العامة للمركبة" | بيان "الخصائص العامة للمركبة" | بيان "لتعريف واضح للمركبة" | بيان "لتعريف واضح للمركبة" | بيان "لتعريف واضح للمركبة" | بيان "لتعريف واضح للمركبة" | بيان "لتعريف واضح للمركبة" | بيان "لتعريف واضح للمركبة" | بيان "لتعريف واضح للمركبة" | بيان "لتعريف واضح للمركبة" |                |                |
| الاتحاد الأوروبي 500 أو أقل في العام       | معرف الشركة المصنعة          | معرف الشركة المصنعة          | 9                            | بيان "الخصائص العامة للمركبة" | بيان "الخصائص العامة للمركبة" | بيان "الخصائص العامة للمركبة" | بيان "الخصائص العامة للمركبة" | بيان "الخصائص العامة للمركبة" | بيان "الخصائص العامة للمركبة" | بيان "لتعريف واضح للمركبة" | بيان "لتعريف واضح للمركبة" | بيان "لتعريف واضح للمركبة" | بيان "لتعريف واضح للمركبة" | بيان "لتعريف واضح للمركبة" | بيان "لتعريف واضح للمركبة" | بيان "لتعريف واضح للمركبة" | بيان "لتعريف واضح للمركبة" |                |                |
| أمريكا الشمالية أكثر من 2,000 رقم في العام | معرف الشركة المصنعة          | معرف الشركة المصنعة          | معرف الشركة المصنعة          | صفات السيارة                  | صفات السيارة                  | صفات السيارة                  | صفات السيارة                  | صفات السيارة                  | أرقام التحقق                  | سنة الموديل                | كود المصنع                 | الرقم المتسلسل             | الرقم المتسلسل             | الرقم المتسلسل             | الرقم المتسلسل             | الرقم المتسلسل             | الرقم المتسلسل             | الرقم المتسلسل | الرقم المتسلسل |
| أمريكا الشمالية 2,000 رقم أو أقل في العام  | معرف الشركة المصنعة العالمية | معرف الشركة المصنعة العالمية | 9                            | صفات السيارة                  | صفات السيارة                  | صفات السيارة                  | صفات السيارة                  | صفات السيارة                  | أرقام التحقق                  | سنة الموديل                | كود المصنع                 | معرف الشركة المصنعة        | معرف الشركة المصنعة        | معرف الشركة المصنعة        | الرقم المتسلسل             | الرقم المتسلسل             | الرقم المتسلسل             |                |                |

### معرف الشركة المصنعة العالمية
تحدد الخانات الثلاثة الأولى بشكل فريد الشركة المصنعة للسيارة باستخدام معرف الشركة المصنعة العالمي (بالإنجليزية: World manufacturer identifier) أو رمز WMI. يستخدم المصنع الذي يصنع أقل من 1000 مركبة سنويًا
الرقم 9 كرقم ثالث، أما الخانات 12 و13 و14 فتكون للجزء الثاني من التعريف. تستخدم بعض الشركات المصنعة الرقم الثالث كرمز لفئة المركبة (مثل الحافلة أو الشاحنة)، أو قسم داخل الشركة المصنعة، أو كليهما.
تقوم جمعية مهندسي السيارات في الولايات المتحدة بتعيين أرقام معرفات الشركة المصنعة للبلدان والمصنعين.
الخانة الأولى هو المنطقة التي يقع فيها المصنع. تم تقسيم المناطق بالعالم جغرافياً (أفريقيا، آسيا، أوروبا، أمريكا الشمالية، أستراليا ونيوزيلندا، أمريكا الجنوبية) وهي تستخدم لتحديد رمز المصنّع عالمياً وهو قد يكون رقم أو حرف كما يظهر في الجدول التالي الرموز المخصصة لكل دولة مصنّعة. ويخصص حرف أو أكثر من هذه الرموز للإشارة إلى البلد المصنّع حيث يظهر في الخانة الأولى من رقم الهوية للمركبة.

#### كود الدولة أو الإقليم
| A–H = أفريقيا | J–R = آسيا | S–Z = أوروبا | 1–5 = أمريكا الشمالية                                                                           | 6–7 = أوقيانوسيا      | 8–9 = أمريكا الجنوبية |
| --- | --- | --- | ----------------------------------------------------------------------------------------------- | --------------------- | --- |
| AA-AH جنوب أفريقيا AJ-AN ساحل العاج AP-A0 غير معين BA-BE أنغولا BF-BK كينيا BL-BR تنزانيا BS-B0 غير معين CA-CE بنين CF-CK مدغشقر CL-CR تونس CS-C0 غير معين DA-DE مصر DF-DK المغرب DL-DR زامبيا DS-D0 غير معين EA-EE إثيوبيا EF-EK موزمبيق EL-E0 غير معين FA-FE غانا FF-FK نيجيريا FL-F0 غير معين GA-G0 غير معين HA-H0 غير معين | J اليابان KA-KE سريلانكا KF-KK إسرائيل -KN'KL-KR-KM' كوريا (الجنوب) KS-K0 كازاخستان L الصين MA-ME,MZ الهند MF-MK إندونيسيا ML-MR تايلند MS-M0 ميانمار NA-NE إيران NF-NK باكستان NL-NR تركيا NS-N0 غير معين PA-PE الفلبين PF-PK سنغافورة PL-PR ماليزيا PS-P0 غير معين RA-RE الإمارات RF-RK تايوان RL-RR فيتنام RS-R0 السعودية | SA-SM المملكة المتحدة SN-ST ألمانيا (ألمانيا الشرقية سابقًا) SU-SZ Poland S1-S4 لاتفيا S5-S0 غير معين TA-TH سويسرا TJ-TP جمهوريك التشيك TR-TV المجر TW-T1 البرتغال T2-T0 غير معين UA-UG غير معين UH-UM الدنمارك UN-UT إيرلندا UU-UZ رومانيا U1-U4 غير معين U5-U7 سلوفاكيا U8-U0 غير معين VA-VE أستراليا VF-VR فرنسا VS-VW إسبانيا VX-V2 صربيا V3-V5 كرواتيا V6-V0 إستونيا W ألمانيا (غرب ألمانيا سابقًا) XA-XE بلغاريا XF-XK اليونان XL-XR هولندا XS-XW روسيا(الاتحاد السوفيتي سابقًا) XX-X2 لوكسمبورغ X3-X0 روسيا YA-YE بلجيكيا YF-YK فنلندا YL-YR مالطا YS-YW السويد YX-Y2 النرويج Y3-Y5 بيلاروسيا Y6-Y0 أوكرانيا ZA-ZR إيطاليا ZS-ZW غير معين ZX-Z2 سلوفينيا Z3-Z5 ليتوانيا Z6-Z0 غير معين | 1, 4, or 5 الولايات المتحدة 2 كندا 3A-3W المكسيك 3X-37 كوستاريكا 38-39 جزر الكايمان 30 غير معين | 6 أستراليا 7 نيوزلندا | 8A-8E الأرجنتين 8F-8K تشيلي 8L-8R الإكوادور 8S-8W بيرو 8X-82 فنزويلا 82-82 بوليفيا 83-80 غير معين 9A-9E البرازيل 9F-9K كولومبيا 9L-9R باراغواي 9S-9W الأوروغواي 9X-92 ترينيداد وتوباغو 93–99 البرازيل 90 غير معين |

### قسم وصف المركبة
الخانات من الرابع إلى التاسع في رقم تعريف المركبة هي قسم وصف السيارة (بالإنجليزية: Vehicle descriptor section) أو ما يُعرف اختصارًا بـ VDS. يتم استخدام هذه الخانات وفقًا للوائح المحلية لتحديد نوع السيار، ويمكن أن يتضمن معلومات عن منصة السيارات المستخدمة والطراز ونمط الهيكل. كل مصنع لديه نظام فريد لاستخدام هذا المجال. استخدمت معظم الشركات المصنعة منذ الثمانينيات الرقم الثامن لتحديد نوع المحرك.

#### رقم التحقق في أمريكا الشمالية
أحد العناصر غير المتسقة هو استخدام الموضع التاسع كرقم فحص، وهو إجباري للمركبات في أمريكا الشمالية والصين، باستثناء أوروبا.

### قسم معرف المركبة
تُستخدم الخانات من 10 إلى 17 كـ «قسم معرف السيارة» (بالإنجليزية: Vehicle identifier section) أو ما يُعرف اختصارًا بـ VIS. تُستخدم هذه الطريقة من قبل الشركة المصنعة لتحديد السيارة الفردية المعنية. قد يتضمن هذا معلومات حول الخيارات المثبتة أو خيارات المحرك وناقل الحركة، ولكن غالبًا ما يكون رقمًا تسلسليًا بسيطًا. في أمريكا الشمالية، يجب أن تكون الأرقام الخمسة الأخيرة رقمية.

### ترميز سنة الموديل
أحد العناصر المتسقة في قسم معرف المركبة هو الرقم العاشر، وهو مطلوب في جميع أنحاء العالم لترميز سنة طراز السيارة. وأيضًا إلى جانب الأرقام الثلاثة غير المسموح بها (I و O و Q)، لا يتم استخدام الأحرف U وZ والرقم 0 لرمز سنة الطراز. رمز السنة هو سنة الموديل للسيارة.
تم ترميز عام 1980 من قبل بعض الشركات المصنعة، وخاصة جنرال موتورز وكرايسلر، كـ "A" (نظرًا لأن رقم التعرف المكون من 17 رقمًا لم يكن إلزاميًا حتى عام 1981، وكان "A" أو الصفر في وضع الشركة المصنعة قبل 1981 في رقم التعريف)، ومع ذلك فإن هناك من الشركات مثل فورد تستخدم الصفر لعام 1980. زيادة السنوات اللاحقة من خلال الأحرف المسموح بها، بحيث تمثل "Y" عام 2000. يتم ترميز 2001 إلى 2009 كأرقام من 1 إلى 9، ويتم ترميز السنوات اللاحقة كـ " A "،" B "،" C "، إلخ.
| الكود | السنة |  | الكود | السنة |  | الكود | السنة |  | الكود | السنة |  | الكود | السنة |  | الكود | السنة |
| ----- | ----- |  | ----- | ----- |  | ----- | ----- |  | ----- | ----- |  | ----- | ----- |  | ----- | ----- |
| A     | 1980  |  | L     | 1990  |  | Y     | 2000  |  | A     | 2010  |  | L =   | 2020  |  | Y =   | 2030  |
| B     | 1981  |  | M     | 1991  |  | 1     | 2001  |  | B     | 2011  |  | M     | 2021  |  | 1     | 2031  |
| C     | 1982  |  | N     | 1992  |  | 2     | 2002  |  | C     | 2012  |  | N     | 2022  |  | 2     | 2032  |
| D     | 1983  |  | P     | 1993  |  | 3     | 2003  |  | D     | 2013  |  | P     | 2023  |  | 3     | 2033  |
| E     | 1984  |  | R     | 1994  |  | 4     | 2004  |  | E     | 2014  |  | R     | 2024  |  | 4     | 2034  |
| F     | 1985  |  | S     | 1995  |  | 5     | 2005  |  | F     | 2015  |  | S     | 2025  |  | 5     | 2035  |
| G     | 1986  |  | T     | 1996  |  | 6     | 2006  |  | G     | 2016  |  | T     | 2026  |  | 6     | 2036  |
| H     | 1987  |  | V     | 1997  |  | 7     | 2007  |  | H     | 2017  |  | V     | 2027  |  | 7     | 2037  |
| J     | 1988  |  | W     | 1998  |  | 8     | 2008  |  | J     | 2018  |  | W     | 2028  |  | 8     | 2038  |
| K     | 1989  |  | X     | 1999  |  | 9     | 2009  |  | K     | 2019  |  | X     | 2029  |  | 9     | 2039  |

#### كود المصنع
وهو إلزامي في أمريكا الشمالية والصين استخدام الخانة 11 لتحديد مود المصنع الذي تم صنع السيارة فيه. كل مصنع لديه رمز خاص به.

#### رقم الإنتاج
في الولايات المتحدة والصين، تكون الأرقام من 12 إلى 17 هي الرقم التسلسلي أو رقم الإنتاج للسيارة. ويستخدم كل مصنع تسلسله الخاص.

## حساب أرقام التحقق
تتطلب القوانين في الولايات المتحدة وكندا أن تكون الخانة التاسعة في رقم الهوية هي رقم التأكد.
رقم أو رمز التحقق في رقم هوية المركبة يمكن وصفه بأنه يدل على دقة كتابة رقم الهوية. رمز التحقق ظهر في رقم هوية المركبة منذ سنة 1981 في الخانة رقم 9. ولهذا لن يكون رقم الهوية لسيارتين مصنعين خلال فترة 30 سنة متشابه.
الغرض من رقم التحقق هو التأكد من دقة كتابة رقم الهوية للسيارة. وهو يتم حسابه باستخدام الـ 16 رمز الآخرين المحددين من الصانع. بعد كتابة جميع الرموز برقم الهوية يتم حساب رقم التحقق عن طريق طريقة حسابية مخصوصة.
تخصص قيمة رقمية للرموز الموجودة برقم الهوية، ويتم ضرب القيمة المعطاة في معامل وزن ويتم جمع القيم ويقسم المجموع على رقم 11. ويكون باقي خارج القسمة هو رقم التحقق، ويكتب رقم التحقق في الخانة 9 ويأخذ قيمة من 0 إلى 9 سوف وفي حالة أن باقي خرج القسمة 10 سوف يوضع في الخانة الحرف “X”حيث أنه لن يمكن وضع رقمين في خانة واحدة. وتبين الطريقة المبينة طريقة حساب رقم التحقق.

## مسح رقم التعريف
يتم طباعة رقم التعريف في مواقع مثل الزاوية السفلية للزجاج الأمامي على جانب السائق، أو أسفل غطاء المحرك بجوار المزلاج، والواجهة الأمامية لإطار السيارة وداخل عمود الباب على جانب السائق. يمكن قراءة رقم التعريف بصريًا باستخدام ماسحات الباركود أو الكاميرات الرقمية، أو قراءتها رقميًا عبر أو بي دي-2 في المركبات الأحدث. هناك تطبيقات للهواتف الذكية يمكنها تمرير رقم التعريف الشخصي إلى مواقع الويب لفك شفرتها.